# Richard de Dover
Richard de Dover (mort el 1184) fou un monjo benedictí de l'edat mitjana que presidí l'arxidiòcesi de Canterbury. Empleat per Thomas Becket poc abans del seu assassinat, Richard arreglà la seva seputlura a la Catedral de Canterbury i el succeí com a arquebisbe després d'una elecció polèmica. La seva gestió estigué marcada per les disputes que mantingué amb Roger de Pont L'Évêque, llavors arquebisbe de York, pel primat d'Anglaterra, i amb l'abadia de Sant Agustí per la jurisdicció de l'arxidiòcesi sobre aquesta.
Mantingué bones relacions tant amb el Enric II d'Anglaterra, qui el contractà per a algunes missions diplomàtiques, com amb el papa Alexandre III, a nom de qui actuà com a jutge en certes oportunitats. Diverses de les seves peticions al papa foren recollides en una epístola decretal, un manifest papal que dicta un conjunt de regles en matèria disciplinària o canònica; i la seva administració dels canonges ajudà notablement a l'avenç de l'estudi del dret canònic a Anglaterra.

## Biografia

### Primers anys

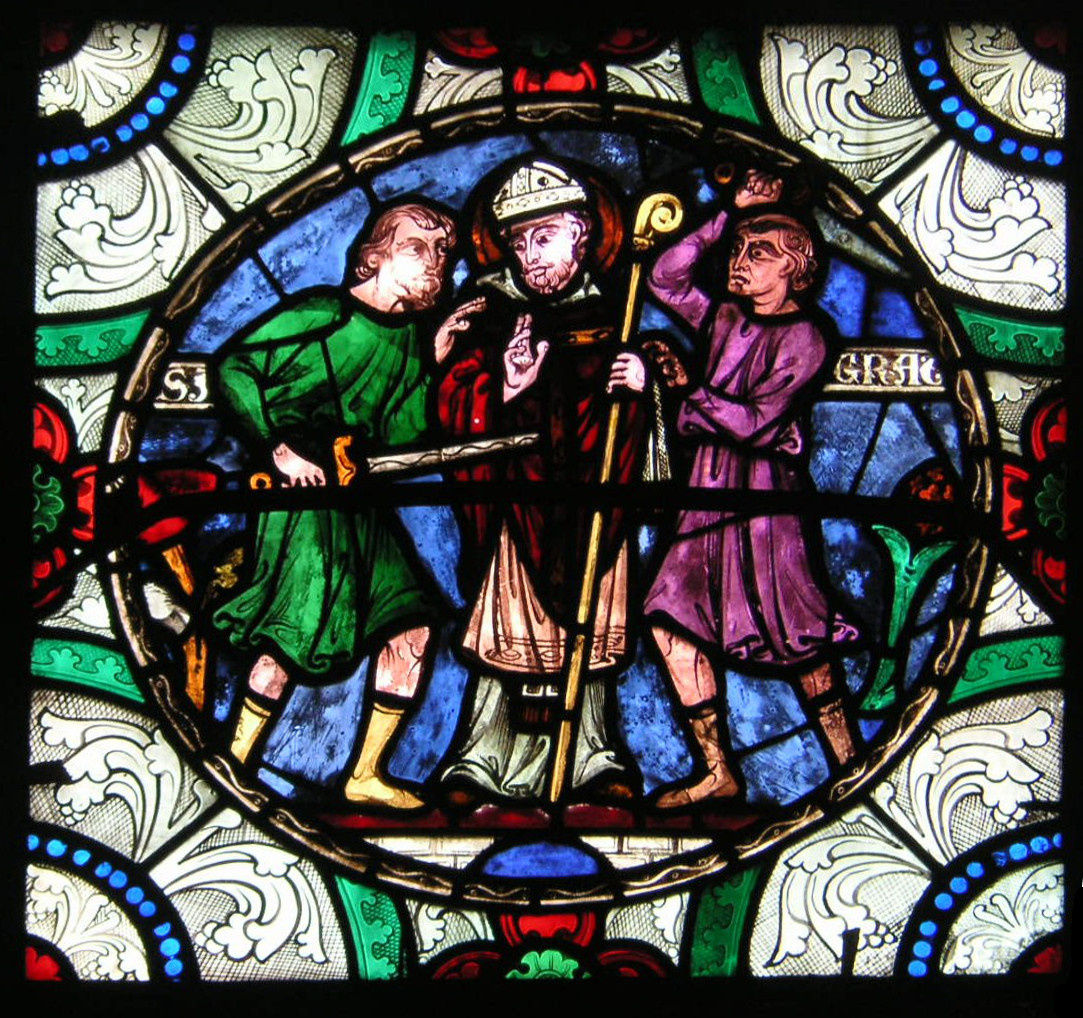
Vitrall de la catedral de Canterbury que representa l'assassinat de Thomas Becket.

Richard nasqué a Normandia i es convertí en monjo a Canterbury sota l'arquebisbat del també normand Theobald de Bec. En algun moment es formà intel·lectualment, però es desconeix on i sota la tutela de qui. La primera menció que es coneix d'ell és que se l'anomena simplement com un monjo.
Conegué Thomas Becket mentre tots dos treballaven per a Theobald. El 1157 fou nomenat prior del priorat de Sant Martí a Dover, un convent benedictí dependent del priorat de la catedral de Canterbury, el qual funcionava com corporació catedralícia de l'arquebisbe de Canterbury. Poc abans de morir, Becket contractà Richard per reunir-se amb Enric el Jove, però tal reunió no arribà a concretar-se. Després de morir Becket, Richard es feu càrrec del seu cos i arranjà que fos sepultat a la catedral de Canterbury.

### Arquebisbat
El 1173, més de dos anys després de l'assassinat de Becket, el rei Enric II d'Anglaterra optà perquè s'ocupés el càrrec que Becket havia deixat vacant; els candidats a ocupar la seu eren Richard i el prior de Canterbury, anomenat Odo, que comptava amb el suport dels monjos. En primera instància, Roger, abat de l'abadia de Bec, havia rebutjat el càrrec després de ser escollit. El 3 de juny de 1173, Richard fou escollit, però els monjos preferien Odo, i totes dues parts apel·laren a Roma, on Richard viatjà en companyia de Reginald Fitz Jocelin, que havia estat recentment nomenat bisbe de Rath, per jurar lleialtat al rei i refutar les acusacions de simonia i d'il·legitimitat filial. Alexandre III finalment ratificà l'elecció el 2 d'abril de 1174 i consagrà el nou arquebisbe el 7 d'abril a la ciutat d'Anagni. A més a més, el Summe Pontífice el nomenà ablegat, la qual cosa li atorgava poders de decisió en temes eclesiàstics, i li atorgà també un tàlem. Tornà a Anglaterra a finals d'aquell any.
Richard mantingué una disputa amb Roger de Pont L'Évêque, l'arquebisbe de York, durant tota la seva gestió com a arquebisbe pels drets i potestats que li corresponien a cadascun. El 1175, en un concili celebrat a Londres, hi hagué una baralla entre els partidaris d'ambdós. El rei Enric II aconseguí que acordessin una treva, que durà cinc anys; però poc després, l'arquebisbe de Canterbury es veié involucrat en una altra disputa. En aquesta ocasió s'enfrontà amb l'abat de l'abadia de Sant Agustí, anomenat Roger, per la jurisdicció de l'abadia; si depenia directament del Papa o si l'arquebisbe hi tenia drets jurisdiccionals. La problemàtica se solucionà quan totes dues parts arribaren a un acord gràcies a la mediació del papat, la qual consistia que l'abadia dependria del Papa, però l'arxidiòcesi comptaria amb autoritat espiritual sobre les esglésies de l'illa de Thanet, que anteriorment havien estat subordinades a l'abadia.
La gestió de Richard com a arquebisbe fou força menys tempestuosa que la de Becket, en part perquè sostingué millors relacions amb el rei. Assistia a les assemblees reials i acompanyà el rei en més d'una ocasió a Normandia. També fou menys dogmàtic que el seu predecessor en les seves decisions respecte els drets del clergat; però la seva transigència fou vista pels seguidors de Becket i pels escriptors monàstics com un signe de feblesa. El Papa Alexandre III reprengué Richard quant a les eleccions d'alguns bisbes, les quals es duien a terme a la capella reial. Com a part dels seus viatges diplomàtics per encàrrec del rei, el 1176 acompanyà la princesa Joana a Provença per contraure matrimoni amb el rei Guillem II de Sicília, i l'any següent fou a Flandes amb l'objectiu de trametre alguns negocis per al rei Enric.

### Mort i llegat
Canonistes com Pere de Blois, Gerard la Pucelle i Henry Pium de Northampton freqüentaven Richard i l'aconsellaren en més d'una ocasió sobre afers legals. Durant els sínodes de Westminster, que començaren el maig de 1175 per iniciativa de l'arquebisbe de Canterbury, es prengueren mesures d'alta rellevància per al clergat dins d'Anglaterra, atès que s'hi tractaren dinou cànons relacionats al matrimoni dins del clergat, al seu comportament i a la seva forma de vestir, a l'excés de sacerdots ordenats, a la tonsura i a la simonia. D'altres temes tractats incloïen els relatius a matrimonis clandestins, als nens d'aquests matrimonis i a l'execució de sentències. Quatre de les seves peticions a Alexandre III foren incloses en una epístola decretal i d'altres reglamentacions del dret canònic del segle xiii.
Richard morí al poblat de Halling, actualment ubicat al comtat de Kent, el 16 de febrer de 1184, després d'haver patit una sèrie de còlics, i fou sepultat a la catedral. L'historiador Austin Lane Poole qualificà Richard com «feble i ineficaç», mentre que Frank Barlow el descrigué «mediocre irreprensible». Richard d'Ilchester, un bisbe contemporani a la seva gestió, sostingué que els defectes de Richard impediren que l'Església d'Anglaterra obtingués majors beneficis del martiri de Becket. Tanmateix, Richard contribuí notablement a l'avanç del dret canònic a Anglaterra i solucionà diverses disputes monàstiques: deposà l'abat de l'abadia de Peterborough el 1175 i amenaçà d'intervenir d'altres abadies exemptes de la seva jurisdicció per regular qüestions monacals. En el plànol domèstic, a Richard se'l reconegué per la seva bona administració de les propietats de l'arxidiòcesi i pel seu interès en augmentar-ne la producció.